# Basketball (jeu vidéo)
Pour les articles homonymes, voir Basketball (homonymie).
Basketball est un jeu vidéo édité par Atari Inc. sur la console Atari 2600 en 1978. Après Basketball sur Odyssey (Magnavox, 1973) et Basketball en arcade (Taito Corporation, 1974), c'est l'un des tous premiers jeux vidéo de basket-ball jamais créé. Il a été adapté l'année suivante sur Atari 8-bit.

## Système de jeu
Dans ce jeu, le joueur peut affronter un ami ou l'ordinateur dans une partie de un contre un. Au début, il y a une mise au jeu, puis, le joueur qui attrapera le ballon essaiera de lancer dans le panier de l'adversaire. Ce dernier pourra essayer de défendre son panier. Il est capable de voler le ballon de l'adversaire lorsque celui-ci en perd le contrôle. Lorsqu'un des deux joueurs marque un point, le jeu recommence au milieu et se continue.
Avec le joystick, il est possible de se déplacer par huit directions différentes. Par contre, le joueur sera toujours face au panier adversaire. Après quatre minutes, le joueur ayant marqué le plus de points gagne la partie.